# Eucommiaceae
Eucommiaceae is een botanische naam, voor een familie van tweezaadlobbige planten. Een familie onder deze naam wordt vrij algemeen erkend door systemen van plantentaxonomie, en ook door het APG-systeem (1998) en het APG II-systeem (2003).
Het gaat om een heel kleine familie van één soort, Eucommia ulmoides.
In het Cronquist-systeem (1981) vormde deze familie een eigen orde (Eucommiales), en zo ook bij Dahlgren en Reveal, daarentegen verkiest Thorne een plaatsing in zijn orde Cornales, terwijl Wettstein ze indeelde in diens orde Urticales.

## Fossiel voorkomen
Het pollen van Eucommia komt in Europa tijdens het Plioceen en verschillende interglacialen in het Vroeg - en vroege Midden Pleistoceen voor. Na het eerste interglaciaal van het Cromerien sterft Eucommia in Europa uit.